# North Hampton
|  | Per a altres significats, vegeu «North Hampton (Nova Hampshire)». |

North Hampton és una població del Comtat de Clark (Ohio) als Estats Units d'Amèrica. Segons el cens dels Estats Units del 2000 tenia 370 habitants.

## Demografia
Segons el cens del 2000, North Hampton tenia 370 habitants, 135 habitatges, i 103 famílies. La densitat de població era de 549,5 habitants/km².
Dels 135 habitatges en un 38,5% hi vivien nens de menys de 18 anys, en un 70,4% hi vivien parelles casades, en un 4,4% dones solteres, i en un 23,7% no eren unitats familiars. En el 21,5% dels habitatges hi vivien persones soles el 12,6% de les quals corresponia a persones de 65 anys o més que vivien soles. El nombre mitjà de persones vivint en cada habitatge era de 2,74 i el nombre mitjà de persones que vivien en cada família era de 3,18.
Per edats la població es repartia de la següent manera: un 28,9% tenia menys de 18 anys, un 7,3% entre 18 i 24, un 30% entre 25 i 44, un 22,2% de 45 a 60 i un 11,6% 65 anys o més.
L'edat mediana era de 35 anys. Per cada 100 dones de 18 o més anys hi havia 97,7 homes.
La renda mediana per habitatge era de 37.083 $ i la renda mediana per família de 55.341 $. Els homes tenien una renda mediana de 32.000 $ mentre que les dones 100.000 $. La renda per capita de la població era de 12.961 $. Cap de les famílies estaven per davall del llindar de pobresa.

## Poblacions properes
El següent diagrama mostra les poblacions més properes.